# Tom Booth-Amos
Thomas „Tom“ Booth-Amos (* 12. März 1996 in Newport, Shropshire) ist ein britischer Motorradrennfahrer.

## Karriere
Booth-Amos startete mit einer Wildcard beim Großen Preis von Großbritannien 2017 auf einer KTM von City Lifting RS Racing in der Moto3-Klasse der Motorrad-Weltmeisterschaft. Er kam als 21. ins Ziel.
2018 fuhr Booth-Amos für British Talent Team auf Honda eine volle Saison in der FIM CEV Moto3 Junior World Championship. Es war seine erste volle Saison im internationalen Rennsport. Die Saison lief mit 13 Punkten und einem 22. Gesamtrang schlechter als erwartet, dennoch erhielt er für 2019 einen Vertrag für eine volle Saison bei CIP Power Green (als Paydriver), diesmal wieder auf KTM. Booth-Amos war mit 23 Jahren älter als die meisten anderen Stammfahrer, von denen viele schon seit Jahren oder sogar seit Beginn der Klasse dabei waren.
Die Saison allerdings verlief ebenfalls schlecht, nur zweimal erreichte der Brite die Punkte (einmal darunter in den Top 10). Er schloss die Saison 28. und einer der schlechtesten Vollzeitfahrer und Rookies ab. Gegen Teamkollege Darryn Binder, dem jüngeren Bruder von Brad Binder, unterlag er mit zehn zu 54 Punkten. Dadurch wurde sein Vertrag nicht verlängert und er für die nächste Saison durch Maximilian Kofler ersetzt.
Daraufhin wechselte Booth-Amos 2020 in die Supersport-300-Weltmeisterschaft und fährt auf einer Kawasaki für RT Motorsports by SKM – Kawasaki an der Seite des Australiers Tom Bramich und des Ukrainers Nick Kalinin. Gleich beim Saisonauftakt in Jerez fuhr der Brite beim Samstagsrennen auf den zweiten Platz hinter Unai Orradre und damit aufs Podest. Auch am Sonntag landete Booth-Amos als Dritter auf dem Podium und führte damit nach dem ersten Rennwochenende die Weltmeisterschaft an. Im weiteren Saisonverlauf gewann er ein Rennen und schloss die Saison als Sechster und bester Rookie ab.

## Statistik

### In der Motorrad-Weltmeisterschaft
| Saison | Klasse | Team                   | Motorrad | Rennen | Siege | Zweiter | Dritter | Poles | Schn. Runden | Punkte | Ergebnis |
| ------ | ------ | ---------------------- | -------- | ------ | ----- | ------- | ------- | ----- | ------------ | ------ | -------- |
| 2017   | Moto3  | City Lifting RS Racing | KTM      | 1      | –     | –       | –       | –     | –            | –      | NC       |
| 2018   | Moto3  | Leopard Racing         | Honda    | –      | –     | –       | –       | –     | –            | –      | NC       |
| 2019   | Moto3  | CIP Power Green        | KTM      | 19     | –     | –       | –       | –     | –            | 10     | 28.      |
| Gesamt | Gesamt | Gesamt                 | Gesamt   | 20     | 0     | 0       | 0       | 0     | 0            | 10     |          |

### In der Supersport-Weltmeisterschaft
(Stand: 30. März 2025)
| Saison | Team                    | Motorrad                 | Rennen | Siege | Zweiter | Dritter | Poles | Schn. Runden | Punkte | Ergebnis |
| ------ | ----------------------- | ------------------------ | ------ | ----- | ------- | ------- | ----- | ------------ | ------ | -------- |
| 2022   | Prodina Racing WorldSSP | Kawasaki Ninja ZX-6 R    | 20     | –     | –       | –       | –     | –            | 29     | 23.      |
| 2023   | Motozoo Racing          | Kawasaki Ninja ZX-6 R    | 18     | –     | –       | –       | –     | –            | 56     | 15.      |
| 2024   | PTR Triumph             | Triumph Street Triple RS | 23     | –     | –       | 1       | –     | –            | 120    | 11.      |
| 2025   | PTR Triumph             | Triumph Street Triple RS | 4      | 1     | 1       | 1       | –     | –            | 72     | 2.       |
| Gesamt | Gesamt                  | Gesamt                   | 65     | 1     | 1       | 2       | 0     | 0            | 277    |          |

### In der Supersport-300-Weltmeisterschaft
| Saison | Team                                       | Motorrad | Rennen | Siege | Zweiter | Dritter | Poles | Schn. Runden | Punkte | Ergebnis |
| ------ | ------------------------------------------ | -------- | ------ | ----- | ------- | ------- | ----- | ------------ | ------ | -------- |
| 2020   | RT Motorsports by SKM – Kawasaki           | Kawasaki | 14     | 1     | 1       | 3       | 2     | –            | 111    | 6.       |
| 2021   | Fusport – RT Motorsports by SKM – Kawasaki | Kawasaki | 13     | 2     | 6       | –       | –     | 2            | 189    | 2.       |
| Gesamt | Gesamt                                     | Gesamt   | 27     | 3     | 7       | 3       | 2     | 2            | 300    |          |